# قهوة فيتنامية مثلجة
قهوة فيتنامية مثلجة هي قهوة فيتنامية تقليدية تصنع من القهوة بعد إضافتها في المياة الساخنة ثم تضاف في كوب ملئ من الثلج والطريقة الأشهر في فيتنام هي إضافة من 2 إلى 3 معالق حليب مكثف.